# Rex sacrorum
Il Rex sacrorum (in latino: "Re delle cose sacre", chiamato anche Rex sacrificulus o Rex sacrificus) era una figura della religione romana, istituita con la repubblica.
Era un sacerdote al quale erano affidate le funzioni religiose che durante l'età regia di Roma erano state rivestite dal re.

## Storia
Quando fu deposto l'ultimo re Tarquinio il Superbo (nel 509 a.C. secondo la datazione tradizionale), si manifestò l'esigenza di una persona che officiasse i rituali a cui tradizionalmente presiedeva il re di Roma. Pertanto fu istituita la figura del Rex Sacrorum, letteralmente re dei riti sacri, che ricoprisse i doveri religiosi del re deposto.
(Tito Livio, Ab urbe condita libri, II,2,1.)
Con il termine Rex Sacrorum si indica sia una figura magistratuale sia una figura sacerdotale. Tale ambiguità indica l'importanza nella cultura romana di chi ricopriva questo ufficio sia in senso civile sia in senso religioso.
Con l'affermazione del Cristianesimo, intorno al III secolo, la magistratura esisteva ancora e suscitava rispetto nei confronti di un'antica tradizione, ma la sua funzione e la sua utilità erano ormai quasi del tutto ignorate.

## Caratteristiche
Il Rex Sacrorum era un patrizio nato da matrimonio solenne per confarreatio, nominato a vita dal Pontefice massimo. In considerazione del fatto che tale figura sacerdotale era il rappresentante religioso del re ricopriva un grado più alto degli altri sacerdoti, anche se come potere e influenza era subordinato al Pontefice massimo.
Al Rex Sacrorum era proibito di ricoprire qualsiasi altra magistratura, cosicché non potesse esercitare alcuna influenza in ambito militare e civile. A causa di queste restrizioni, questa magistratura non era appetibile per chi mirava ad ottenere cariche politiche. Per lo stesso motivo non fu mai pretesa dalla plebe e rimase un monopolio dell'aristocrazia fino a quando non fu abolita, durante il regno di Teodosio I nel 390 d.C.
Il Rex Sacrorum inizialmente risiedeva nella Regia; con il sopravvento nell'importanza e nelle funzioni dei pontefici, la sua abitazione fu trasferita nella Domus Publica nella Via Sacra, vicino a dove sono oggi visibili le Casa delle Vestali e il Tempio di Romolo.
La moglie del Rex Sacrorum era anch'essa una sacerdotessa, chiamata Regina sacrorum, "regina dei sacri riti" la quale aveva a sua volta precisi compiti sacrali legati al culto di Giunone.

## Funzioni e poteri
Il Rex Sacrorum e sua moglie la Regina Sacrorum presiedevano un sacrificio che era officiato diverse volte al mese, in occasione delle Idi, delle Nonae e delle Calendae del calendario romano; il Rex Sacrorum a Giano (tramite il rito degli Agonalia eseguito all'inizio dal rex), la Regina a Giunone (Covella: che significa lunare).
Rivestiva un importante ruolo nei rituali religiosi del Regifugium, che secondo alcuni commemorava la cacciata dell'ultimo re di Roma, secondo altri affondava invece le proprie radici in un rito antico il cui significato, pur dimenticato, era presente a Roma già prima della repubblica e quindi contemporaneo alla reggenza monarchica dell'Urbe.
Il Rex Sacrorum assolveva al compito di placare gli dei a nome della res publica romana qualora presagi negativi fossero stati ravvisati dagli Auguri o dagli Aruspici.
Celebrava i sacra nonalia in Arce (o sacra publica), con cui stabiliva le ricorrenze e le date delle celebrazioni del mese.
Oltre a ciò,  Macrobio nei Saturnalia dice che inoltre:
Ovvero stabiliva le attività di tutti, sia pubbliche sia private; o, per meglio dire, quando queste si potessero svolgere (in questo caso riguardo all'attività agricola). Celebrava inoltre riti assieme alle Vestali.
A causa della diffidenza dei romani per la magistratura del Rex, oltre a non poter rivestire altre magistrature, non poteva neppure rivolgersi direttamente al popolo romano.

## Cronologia dei reges sacrorum
- 509 a.C.-? Manio Papirio[12].
- c. 270 a.C. Lucio Postumio Albino
- ?-208 a.C. Marco Marcio[13]
- 208 a.C.-180 a.C. Gneo Cornelio Dolabella
- 180 a.C.-? Publio Cloelio Siculo[14]
- I secolo a.C. Lucio Claudio